# Archoplites interruptus
Archoplites interruptus е вид бодлоперка от семейство Centrarchidae. Видът е застрашен от изчезване.

## Разпространение
Разпространен е в САЩ.

## Описание
На дължина достигат до 73 cm, а теглото им е максимум 1440 g.
Продължителността им на живот е около 9 години. Популацията на вида е намаляваща.